# Pave Clemens 1.
Sankt Clemens, også kendt som Clemens Romanus, var en romersk presbyter, der som Clemens 1. var pave år 90-97; angiveligt Roms fjerde pave.
Som forfatter til 1. Clemensbrev fra omkring 96 regnes han til "De apostolske Fædre". Brevet er i hvert fald forfattet af et eller flere medlemmer af menigheden i Rom. I brevet hentydes der til kristenforfølgelser, både tidligere (dvs. under kejser Nero) og mens brevet blev skrevet (dvs. under kejser Domitian).

## Virke
Clemens blev født i Rom omkring midten af 1. århundrede, ifølge overleveringen som søn af en Faustinus. I sit brev til korintherne citerer han Det gamle testamente på en måde, som har fået mange til at mene, at han har været af jødisk æt. Clemens voksede op som hedning, men efter at have hørt apostlen Barnabas prædike, skal han være blevet omvendt. Efter at være døbt skal han have fulgt med Barnabas hen til Peter, som angivelig udnævnte ham til sin efterfølger. I enkelte tidlige pavelister nævnes han som den anden pave, men i dag regnes han som den fjerde.
Nogle kirkefædre identificerede ham med den Clemens, som nævnes af Paulus i Filipperbrevet, men sandsynligvis er der tale om en anden. Intet tyder på, at Clemens nogensinde var i Filippi. I 1800-tallet blev han identificeret med konsul Titus Flavius Clemens, en fætter af kejser Domitian, som i 95/96 blev henrettet for "ateisme", dvs. jødisk eller kristen tro; men de ældste kilder kender ikke noget til dette, og Clemens levede angiveligt også 1-2 år længere. Der er heller intet belæg for, at han skulle være i familie med kejseren.
Ifølge både Tertullian og Hieronymus blev Clemens ordineret af Peter. Ifølge et af sine egne breve afslog han paveembedet efter Peters død, og derfor blev pave Linus Peters efterfølger. Først i 88 gik Clemens med til at udnævnes til biskop af Rom, dvs. pave.

## Legenden
Pga forvekslingen med konsul Clemens blev pave Clemens efterhånden regnet som martyr. Han døde da også i eksil. En legende fra 300-tallet fortæller, at han blev dømt til tvangsarbejde i marmorbruddene ved Hersonissos på Krimhalvøen, hvor han skal have udført en række mirakler. Til sidst blev han bundet til et anker og smidt i havet, hvor han druknede og derved led martyrdøden. Legenden har intet historisk belæg, men har ført til, at han er skytshelgen for blandt andre søfolk og arbejdere.

## Skytshelgen
En del nordiske kirker er indviet til Clemens. Han er Aarhus' skytshelgen, og det er muligvis ham, der er afbildet med et anker i Aarhus' byvåben.

## Nidarosdomens vestfront
En skulptur forestillende Clemens 1., udført af Dyre Vaa, pryder Nidarosdomens vestlige facade. Skulpturens ansigtstræk er lånt fra Olav Aukrust. På sokkelen ses Klemenskirken, som ifølge legenden blev rejst af engle og kom til syne hvert år på Clemensdagen, før havet igen lukkede sig over den.